# Ange Roussel
Pour les articles homonymes, voir Roussel.
Ange Roussel, né le 6 janvier 1934 à Remungol (Morbihan) et mort le 17 janvier 2018 à Moréac,, est un coureur cycliste français.

## Biographie

### Coureur
Ange Roussel commence sa carrière cycliste en 1949, en signant sa première licence au Vélo-Club de Colpo.
Il remporte de nombreuses victoires au cours de sa carrière, dont les principales sont:
- Champion du Morbihan des débutants en 1950,
- Nantes - Saint-Nazaire en 1953,
- Nantes - Mortagne, Nantes - Les Sables-d'Olonne, les 2 jours de Soudan en 1954,
- 2 fois champion de Bretagne contre la montre par équipe avec le Vélo-Club de Pontivy en 1953 et 1954,
- Prix Rapha-Gitane à Machecoul, Prix de Saint-Nazaire en 1954,
- Le Tour du Canada en 12 étapes (vainqueur de 2 étapes), le Tour de la Côte d'Ivoire en 1963, ...

Il est sélectionné pour le championnat de France de cyclo-cross à la Baule en 1954, après avoir glané 10 victoires en Bretagne.
Il participe au circuit de l'Aulne avec les professionnels en 1964 puisque classé parmi les 20 meilleurs indépendants bretons.

### Entraîneur
Dès 1964, Ange Roussel devient entraîneur national en Tunisie. En 1965, il est admis au centre de formation de l'I.N.S.E.P. à Paris pour devenir éducateur en 1966.
Conseiller technique régional (CTR) de 1966 à 1994, il dirige les formations bretonnes, l'équipe nationale tunisienne, l'équipe de France amateurs et est responsable pendant 8 saisons de l'équipe tricolore juniors du contre la montre. Il eut aussi en charge l'équipe de la Nouvelle-Calédonie.
Responsable des équipes de France de 1977 à 1985, et du 100 km contre la montre pendant 3 ans, il a la satisfaction de former et diriger des champions très connus (en stage ou en compétition), tels que Jacques Botherel (champion du monde sur route) ; Bernard Hinault (champion du monde, 5 Tours de France, etc.) ; Laurent Fignon (2 Tours de France) ; Luc Leblanc (champion du monde) ; Yvon Cloarec (champion du monde sur piste) ; Jean-Michel Richeux (champion de France de cyclo-cross) ; Frédéric Guesdon (Paris - Roubaix, Paris - Tours).
Il fut aussi directeur sportif des équipes de France pendant 15 ans aux grands Tours internationaux : 3 Tours de Tunisie, 2 Tours du Maroc, 1 Tour de Yougoslavie, de Grande-Bretagne, du Brésil, de Belgique, 6 Tours de l'avenir.
Il fut également responsable technique aux jeux africains de :
Abidjan en Côte d'Ivoire, Nairobi au Kenya, Lagos au Nigeria, Dakar au Sénégal, Johannesburg en Afrique du Sud.
Il est aussi responsable de la formation des cadres techniques près de l'UCI pour les pays africains d'expression française.
Il comptabilise plus de 150 titres de champion de France : UNSS, route et piste ; ASSU, route et piste : cyclo-cross et route.
Retraité à partir de 1994, il reste bénévole, membre actif, au Vélo-Club de Pontivy, dont il fut président pendant une année.
Il a été élu membre du Comité de Bretagne.

### Famille
Ange Roussel est le père de Bruno Roussel.

## Hommage
Le nom d'Ange Roussel a été donné à une cyclo-randonnée se déroulant à Remungol, dans le Morbihan.

## Palmarès en tant que coureur
- 1950
  - Champion du Morbihan débutants
- 1952
  -  Champion de Bretagne du contre-la-montre par équipes
- 1953
  -  Champion de Bretagne du contre-la-montre par équipes
  - Nantes-Saint-Nazaire-Nantes
  - Saint-Nazaire-La Baule-Nantes
- 1954
  -  Champion de Bretagne du contre-la-montre par équipes
  - Nantes-Mortagne
  - Nantes-Les Sables-d'Olonne
  - Deux Jours de Soudan
- 1957
  - 2e de Paris-Dreux
- 1960
  - Grand Prix cycliste de Machecoul
  - Tour du Saint-Laurent
- 1963
  - Tour du Canada :
    - Classement général
    - 2 étapes

  - Tour de Côte d'Ivoire